# قلعه کونومینه
قلعه کونومینه (به ژاپنی: 久保田城, Kubota-jō) یک قلعه ژاپنی بود که در یاماگوچی در استان یاماگوچی در ژاپن قرار داشت. این قلعه به خاندان اوئوچی و خاندان موری تعلق داشته‌است.